# Campeonato de Primera División (Grecia) 1972-1973
El Campeonato griego de la temporada 1972-73, también llamado Alpha Ethniki (en español: División A), aunque en la temporada 2006/07 cambió ese nombre por el actual Superliga, fue el decimocuarto que se celebró en formato de división nacional. El Olympiacos lo ganó por decimoctava vez en su historia, terminando 2 puntos por delante del segundo PAOK. El campeonato estuvo marcado por la decisión de la EPO (Federación Helénica de Fútbol) de dejar en cero al Panathinaikos (estaba empatado en el primer puesto con Olympiacos y PAOK hasta la jornada 21) durante tres partidos, debido a la interrupción del partido Olympiacos-Panathinaikos por culpa del Panathinaikos. (22.ª jornada). El Olympiacos acabó la liga con 13 goles convertidos, récord que se mantuvo hasta la temporada 2019-2020 cuando lo mejoró con 11 goles en 30 partidos.

## Campeón
olímpico
- Entrenador : Lakis Petropulos.
- Futbolistas : (Apariciones/goles entre paréntesis)
  - Porteros: Kelesidis (34), Mylonas (1), Alberto Poletti (no compitió).
  - Defensas: Aggelis (30), Gaitatzis (28), Glezos (30), Koureas (4/1), Kyrastas (4), Siokos (34/2).
  - Centrocampistas: Vassilopoulos (15/1), Viera (23/1), Delikaris (22/3), Karavitis (9/4), Nikolaou (3), Pappas (3/1), Persidis (14/3), Synetopoulos (18/1).
  - Delanteros: Alcibar (7), Argyroudis (30/13), Youtsos (26/7), Losanda (23/6), Pampoulis (11/7), Papadimitriou (14/4), Triantafyllos (30/16).

## Calificación
| Nro. Orden | Club                 | Total | Total | Total | Total | Total | Total | Total | Total | Local | Local | Local | Local | Local | Visitante | Visitante | Visitante | Visitante | Visitante |
| ---------- | -------------------- | ----- | ----- | ----- | ----- | ----- | ----- | ----- | ----- | ----- | ----- | ----- | ----- | ----- | --------- | --------- | --------- | --------- | --------- |
|            |                      | Ptos. | Jug.  | G     | E     | P     | G/F   | G/C   | Dif.  | G     | E     | P     | G/F   | G/C   | G         | E         | P         | G/F       | G/C       |
| 1          | Olympiakos           | 94    | 34    | 27    | 6     | 1     | 72    | 13    | +59   | 15    | 2     | 0     | 45    | 4     | 12        | 4         | 1         | 27        | 9         |
| 2          | PAOK                 | 92    | 34    | 27    | 4     | 3     | 75    | 24    | +51   | 15    | 1     | 1     | 40    | 11    | 12        | 3         | 2         | 35        | 13        |
| 3          | Panathinaikos -3     | 82    | 34    | 22    | 7     | 5     | 89    | 29    | +60   | 14    | 1     | 2     | 60    | 17    | 8         | 6         | 3         | 29        | 12        |
| 4          | Panachaiki           | 78    | 34    | 16    | 12    | 6     | 42    | 27    | +15   | 12    | 4     | 1     | 28    | 9     | 4         | 8         | 5         | 14        | 18        |
| 5          | ΑΕΚ                  | 71    | 34    | 13    | 11    | 10    | 39    | 36    | +3    | 10    | 4     | 3     | 26    | 16    | 3         | 7         | 7         | 13        | 20        |
| 6          | Ethnikos             | 69    | 34    | 10    | 15    | 9     | 35    | 32    | +3    | 7     | 7     | 3     | 19    | 10    | 3         | 8         | 6         | 16        | 22        |
| 7          | Panionios            | 69    | 34    | 13    | 9     | 12    | 41    | 39    | +2    | 9     | 5     | 3     | 28    | 18    | 4         | 4         | 9         | 13        | 21        |
| 8          | Iraklis              | 69    | 34    | 11    | 13    | 10    | 42    | 39    | +3    | 8     | 6     | 3     | 26    | 16    | 3         | 7         | 7         | 16        | 23        |
| 9          | Aris Salónica        | 69    | 34    | 13    | 9     | 12    | 38    | 36    | +2    | 10    | 5     | 2     | 25    | 9     | 3         | 4         | 10        | 13        | 27        |
| 10         | Kavala               | 64    | 34    | 8     | 14    | 12    | 32    | 38    | -6    | 7     | 6     | 4     | 22    | 14    | 1         | 8         | 8         | 10        | 24        |
| 11         | Egaleo               | 64    | 34    | 11    | 8     | 15    | 30    | 47    | -17   | 9     | 4     | 4     | 24    | 13    | 2         | 4         | 11        | 6         | 34        |
| 12         | Olympiakos Volou     | 63    | 34    | 10    | 9     | 15    | 25    | 42    | -17   | 7     | 5     | 5     | 15    | 15    | 3         | 4         | 10        | 10        | 27        |
| 13         | Fostiras             | 62    | 34    | 10    | 8     | 16    | 23    | 39    | -16   | 9     | 5     | 3     | 18    | 12    | 1         | 3         | 13        | 5         | 27        |
| 14         | Panserraikos         | 61    | 34    | 6     | 15    | 13    | 27    | 47    | -20   | 4     | 10    | 3     | 18    | 17    | 2         | 5         | 10        | 9         | 30        |
| 15         | Kalamata             | 60    | 34    | 8     | 10    | 16    | 30    | 45    | -15   | 8     | 4     | 5     | 20    | 15    | 0         | 6         | 11        | 10        | 30        |
| 16         | Atromitos de Atenas  | 58    | 34    | 7     | 10    | 17    | 17    | 49    | -32   | 7     | 6     | 4     | 13    | 11    | 0         | 4         | 13        | 4         | 38        |
| 17         | Trikala              | 53    | 34    | 5     | 9     | 20    | 26    | 52    | -26   | 3     | 9     | 5     | 17    | 14    | 2         | 0         | 15        | 9         | 38        |
| 18         | AC Omonia Nicosia -1 | 42    | 34    | 1     | 7     | 26    | 22    | 71    | -49   | 1     | 4     | 12    | 12    | 28    | 0         | 3         | 14        | 10        | 43        |

|  | Copa de Campeones                                                              |
|  | Copa de la UEFA                                                                |
|  | Recopa de Europa                                                               |
|  | Copa de los Balcanes : Unión Atlética de Larisa, campeona de la 2.ª Selección. |
|  | Descenso                                                                       |

Ptos. = Puntos, Jug. = Partidos Disputados, G = Victorias; E = Empates, P = Derrotas, GF = Goles a favor, GC = Goles en contra, Dif. = Diferencia de goles
- El sistema de puntuación fue: Victoria: 3 puntos - Empate: 2 puntos - Derrota: 1 punto
- El Panathinaikos fue penalizado con tres puntos.
- Omonia había sido sancionado con 1 cero.

## Máximos goleadores
| Posición | Futbolista             | Club       | Goles |
| -------- | ---------------------- | ---------- | ----- |
| 1        | Antonis Antoniadis     | PAO        | 22    |
| 2        | Stavros Sarafis        | PAOK       | 19    |
| 3        | Yves Triantafyllos     | OSF        | 16    |
| 4        | Koulis Apostolidis     | PAOK       | 15    |
| -        | Costas Davourlis       | Panachaico | 15    |
| 5        | Juan Ramón Verón       | PAO        | 14    |
| -        | Giorgos Koudas         | PAOK       | 14    |
| 6        | Romain Argyroudis      | OSF        | 13    |
| -        | Andreas Michalopoulos  | Panachaico | 13    |
| 7        | Takis Papadimitriou    | PAO        | 12    |
| 8        | Araquem de Melo        | PAO        | 11    |
| -        | Michalis Kritikopoulos | Nacional   | 11    |
| 9        | Charalambidis          | kavala     | 10    |

## Tabla de resultados
| Εντός/Εκτός           | ΑΕΚ | ΑRIS | ΑΤRO | EGAL | ΕTHN | FOST | IRAK | KALA | KAVA | ΟLFC | OLVO | ΟΜΟN | PANA | PAFC | PANI | PANS | PΑΟΚ | TRIK |
| --------------------- | --- | ---- | ---- | ---- | ---- | ---- | ---- | ---- | ---- | ---- | ---- | ---- | ---- | ---- | ---- | ---- | ---- | ---- |
| ΑΕΚ                   |     | 3-1  | 1-0  | 1-0  | 1-0  | 3-0  | 2-2  | 2-0  | 1-1  | 1-5  | 2-0  | 1-0  | 1-1  | 0-2  | 0-0  | 2-1  | 0-2  | 5-1  |
| Aris Salónica         | 2-0 |      | 0-0  | 4-1  | 0-0  | 4-1  | 0-0  | 2-1  | 1-0  | 0-2  | 1-0  | 5-0  | 0-0  | 0-0  | 1-0  | 1-0  | 1-2  | 3-2  |
| Atromitos de Atenas   | 1-0 | 0-0  |      | 0-1  | 1-1  | 1-0  | 1-1  | 1-0  | 1-1  | 0-1  | 0-0  | 2-0  | 1-0  | 0-4  | 3-0  | 0-0  | 0-2  | 1-0  |
| Egaleo                | 1-2 | 0-2  | 3-0  |      | 0-1  | 2-1  | 1-1  | 1-0  | 2-1  | 0-0  | 3-0  | 3-1  | 1-1  | 2-01 | 2-0  | 0-1  | 2-2  | 1-0  |
| Ethnikos Piraeus      | 0-0 | 2-0  | 0-0  | 2-0  |      | 1-1  | 1-1  | 2-0  | 2-1  | 1-2  | 2-0  | 1-1  | 0-0  | 0-1  | 0-0  | 2-0  | 2-3  | 1-0  |
| Fostiras              | 2-1 | 2-1  | 1-0  | 0-0  | 1-1  |      | 2-1  | 2-0  | 1-1  | 1-3  | 1-0  | 2-1  | 0-1  | 1-1  | 0-1  | 0-0  | 1-0  | 1-0  |
| Iraklis de Tesalónica | 1-1 | 1-0  | 4-1  | 3-0  | 2-2  | 1-0  |      | 2-0  | 1-1  | 0-1  | 0-0  | 2-1  | 1-0  | 3-3  | 1-3  | 0-0  | 1-3  | 3-0  |
| Kalamata              | 0-0 | 0-0  | 2-0  | 2-0  | 1-1  | 2-1  | 2-2  |      | 1-0  | 1-2  | 0-1  | 3-0  | 2-1  | 0-2  | 0-1  | 2-1  | 0-3  | 2-0  |
| Kavala                | 0-1 | 3-1  | 3-0  | 1-0  | 0-2  | 1-0  | 0-2  | 1-1  |      | 1-1  | 1-1  | 4-0  | 0-0  | 1-1  | 1-1  | 3-0  | 0-2  | 2-1  |
| Olympiakos            | 2-0 | 2-1  | 4-0  | 3-0  | 3-0  | 3-0  | 1-0  | 3-1  | 0-0  |      | 3-0  | 1-1  | 2-0  | 2-01 | 4-1  | 6-0  | 1-0  | 5-0  |
| Olympiakos Volou      | 1-1 | 0-1  | 1-0  | 0-0  | 1-0  | 1-0  | 1-0  | 2-2  | 1-2  | 1-2  |      | 1-0  | 0-1  | 0-0  | 1-0  | 1-1  | 1-5  | 2-0  |
| AC Omonia Nicosia     | 2-4 | 1-2  | 0-0  | 2-2  | 1-2  | 0-1  | 0-1  | 1-1  | 1-0  | 1-2  | 1-2  |      | 1-1  | 0-2  | 0-3  | 0-1  | 1-3  | 0-1  |
| Panachaiki de Patras  | 1-1 | 0-0  | 1-0  | 2-0  | 1-0  | 2-0  | 2-0  | 2-0  | 3-1  | 0-0  | 3-0  | 4-0  |      | 0-4  | 2-0  | 1-0  | 2-2  | 2-1  |
| Panathinaikos         | 3-1 | 7-1  | 8-1  | 5-0  | 2-1  | 2-0  | 3-1  | 2-2  | 5-0  | 0-1  | 6-3  | 4-2  | 5-1  |      | 1-0  | 4-1  | 0-21 | 3-0  |
| Panionios de Atenas   | 2-1 | 3-2  | 2-0  | 5-0  | 2-2  | 1-0  | 0-1  | 3-1  | 0-0  | 0-2  | 1-1  | 3-1  | 0-0  | 0-6  |      | 4-0  | 0-0  | 2-1  |
| Panserraikos          | 2-0 | 2-1  | 1-1  | 0-1  | 1-1  | 0-0  | 1-1  | 1-1  | 1-1  | 1-1  | 2-1  | 0-0  | 1-1  | 1-1  | 2-1  |      | 1-3  | 1-2  |
| PAOK de Salónica      | 0-0 | 1-0  | 2-1  | 4-1  | 3-0  | 3-0  | 4-1  | 3-0  | 3-0  | 1-0  | 1-0  | 3-1  | 3-5  | 1-0  | 2-1  | 2-1  |      | 4-0  |
| Trikala               | 0-0 | 0-0  | 5-0  | 0-0  | 2-2  | 0-0  | 2-1  | 0-0  | 0-0  | 0-2  | 0-1  | 4-1  | 0-1  | 1-2  | 1-1  | 2-2  | 0-1  |      |

Nota 1 : En la jornada 22, el derbi Olympiacos-Panathinaikos se detuvo en el minuto 83 cuando el marcador estaba 3-2, porque Konstantinos Athanasopoulos, un jugador del Panathinaikos, se negó a irse cuando recibió una tarjeta roja por mala conducta, lo que provocó que el árbitro abandonara el estadio de juego inmediatamente después de la salida del equipo de Panathinaikos. La EPO, basándose en el acta del partido y en el reglamento, decidió sancionar al Panathinaikos en el partido contra el Olympiakos por comportamiento inapropiado y brutal de sus jugadores, pero también en los dos siguientes contra el PΑΟΚ y el AO Egaleo. El Panathinaikos cedió los partidos en los que perdió en forma de partidos amistosos. Empató con el PAOK  3-3  en Leoforo, mientras que con Aegaleo también empató 2-2.